# Prudencio Romo
Prudencio Romo (n. Noia, La Coruña (España); 10 de octubre de 1927 – f. Santiago de Compostela, Id (Id); 19 de marzo de 2007) compositor e intérprete de guitarra, bajo y violín, principalmente. Fue director musical del mítico grupo Los Tamara.

## Familia y comienzos
Prudencio Romo era hijo de un guardia de asalto destinado en Galicia que, durante la Guerra Civil, permaneció fiel a la República, por lo que estuvo preso en el Castillo de San Antón de La Coruña.
Comenzó como niño de coro en la iglesia de San Martiño de Noya y después en el Seminario de Compostela, donde ganó una plaza en el coro de la Catedral de Santiago de Compostela. Se formó, musicalmente, en coros religiosos y en bandas militares. También en sus comienzos está reconocido como músico fundador de la orquesta Compostela con el saxofonista Ángel Pereiro Cores uno de los grandes saxofonistas Gallegos del que se pueden citar temas como "Vivir a Lonxe".Prudencio Romo comenzó en la orquesta como cantante cuyo apodo era"Romy"también se cita que fue fundada por Ángel y Prudencio con músicos militares.

## Con Los Tamara
En 1958, Prudencio fue uno de los miembros fundadores de Los Tamara. El conjunto se formó en Noya, para participar en un concurso de Radio Vigo. Aprovechan el viaje para dar conciertos en Vigo, donde los conoce un empresario francés del espectáculo, que estaba de turismo en la ciudad olívica, y los contrata para dar una gira por las colonias francesas del Norte de África. En esa época, los integrantes del grupo eran: Prudencio Romo, Alberte Romo, Manolo Paz, Pepe Sarmiento, Enrique Paisal y Xermán Olariaga.
Después de un año, se traslada a tocar a Francia, en donde se les incorpora Pucho Boedo, y realizan giras por el país galo, Alemania y Suiza. Llegan a tocar en el Olympia, una famosa sala de París, compartiendo cartel con Jacques Brel o Charles Aznavour. En 1963 graban su primer disco, y comienzan a actuar también por España y Galicia. A mediados de los sesenta, Los Tamara graban la primera canción de pop en gallego: Galicia, terra nosa. Contaba Prudencio que la discográfica no quería dejarles grabar dicho tema en gallego. Para asegurar el éxito de ventas, les exigió que la cara B del disco fuera una canción en castellano (esa canción fue Gibraltareña). Pero la canción triunfó y el éxito fue tal que la casa de discos no quería más que música en gallego.
Precisamente esa composición era de la autoría de Prudencio Romo, al igual que la conocidísima Puerto de Compostela (esta última una crítica a las famosas obras del muelle del Marqués, en el puerto de Noya). Sin embargo, las canciones A Santiago voy y Mi Tierra Gallega, quizás las dos canciones de Los Tamara más conocidas, no son originales de Prudencio Romo (sino de Ricardo Ceratto, amigo de Prudencio). Prudencio hizo los arreglos que acabaron por hacerlas famosas (aunque muchas veces se le han atribuido). A partir de ahí musican poemas de varios escritores gallegos, lo que les provoca problemas con la censura.

## Después de Los Tamara
El grupo se disuelve en 1976 con la enfermedad de Pucho Boedo. A partir de ahí, Prudencio siguió relacionado con la música, en el terreno empresarial, como director del sello Marfer, como arreglista y componiendo multitud de canciones para diversos artistas de la época.
A principios de los 80 volvió a Noya, donde siguió vinculado al mundo de la música. Formó y dirigió, durante varios años, la Banda de la Serra de Outes. También dirigió los diversos festivales de zarzuela que se hicieron en la Sociedade Liceo de Noia. A finales del año 1994, la corporación municipal de Lousame le encargó la labor de formar una banda de música en el municipio. Fue director de ella desde ese momento hasta el año 2006, uno antes de su fallecimiento. En 1996, su villa natal, Noya, lo nombró hijo predilecto.
- Datos: Q9063468